# 扶他那里

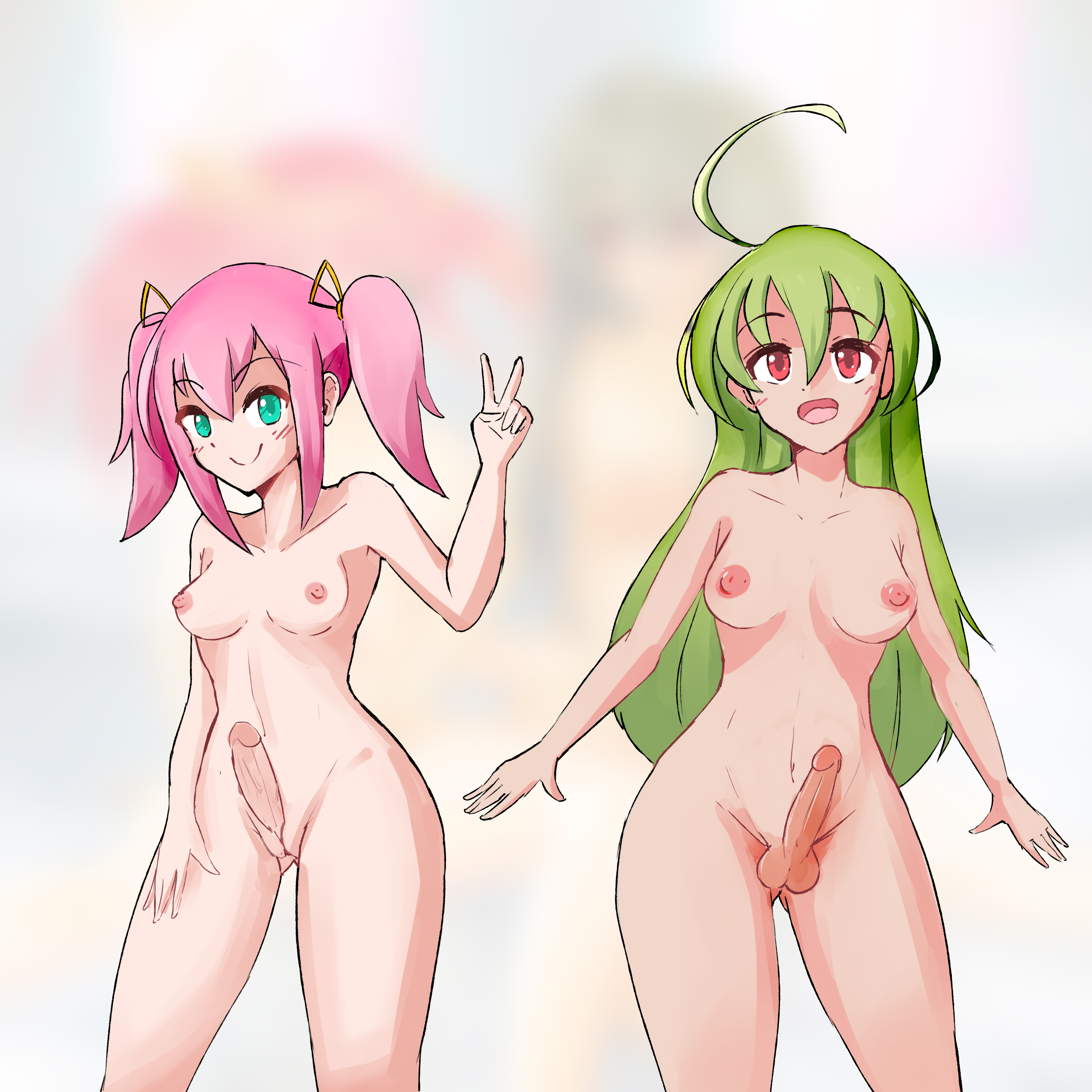
示意圖

扶他那裡（日語：二形、或者）又被簡稱為「扶他/扶她」，主要用來形容雙性化（Androgyny）、雙性人或者是雌雄間性的事物或者角色上。而日語字面的意思同樣也是指一個同時擁有兩種型態的物體，且這個用法大約在1644年時開始廣泛拿來形容日本傳統歌舞伎表演中女形演員所呈現出的性別曖昧之吸引力。到了今日一些日本色情動畫、漫畫與成人遊戲作品也將原先這種曖昧元素融入，另外創作出擁有男性陰莖結構、卻有著女性女陰和外表的獨特角色類型，甚至在日本漫畫作品之中開始作為一種特殊屬性來看待。

## 詞語
有關「二形」字詞的確切起源並不知悉，但可以得知最晚在中國明朝時中國便有出現該字詞並且廣泛使用著。而在古代日本社會詞語使用上，最早主要是以「半陰陽」或者「二極」來指稱所謂的雙性人。同時在日本古代，也會以來形容如在原業平等擁有比女性更加美麗的男性。然而在平安時代後期由占卜師所描繪的《病草紙》中，則首次將「二形」拿來形容所謂同時擁有不同性別生殖器官者。
今日日語中的「二形」一詞就字面上的意思便是是指「兩種型式」，而在佛教用語上則是指同時擁有男性與女性生殖系統的生理異常者。而在中文ACG中所使用的「扶他那裡」用法，主要是直接音譯日語拼音並且以中文表示而成。而其他歐美國家則多是直接以羅馬拼音拼作「Futanari」來進行類型統稱，並且將這類型角色命名為「Futanarikko」。

## 歷史

### 早期發展

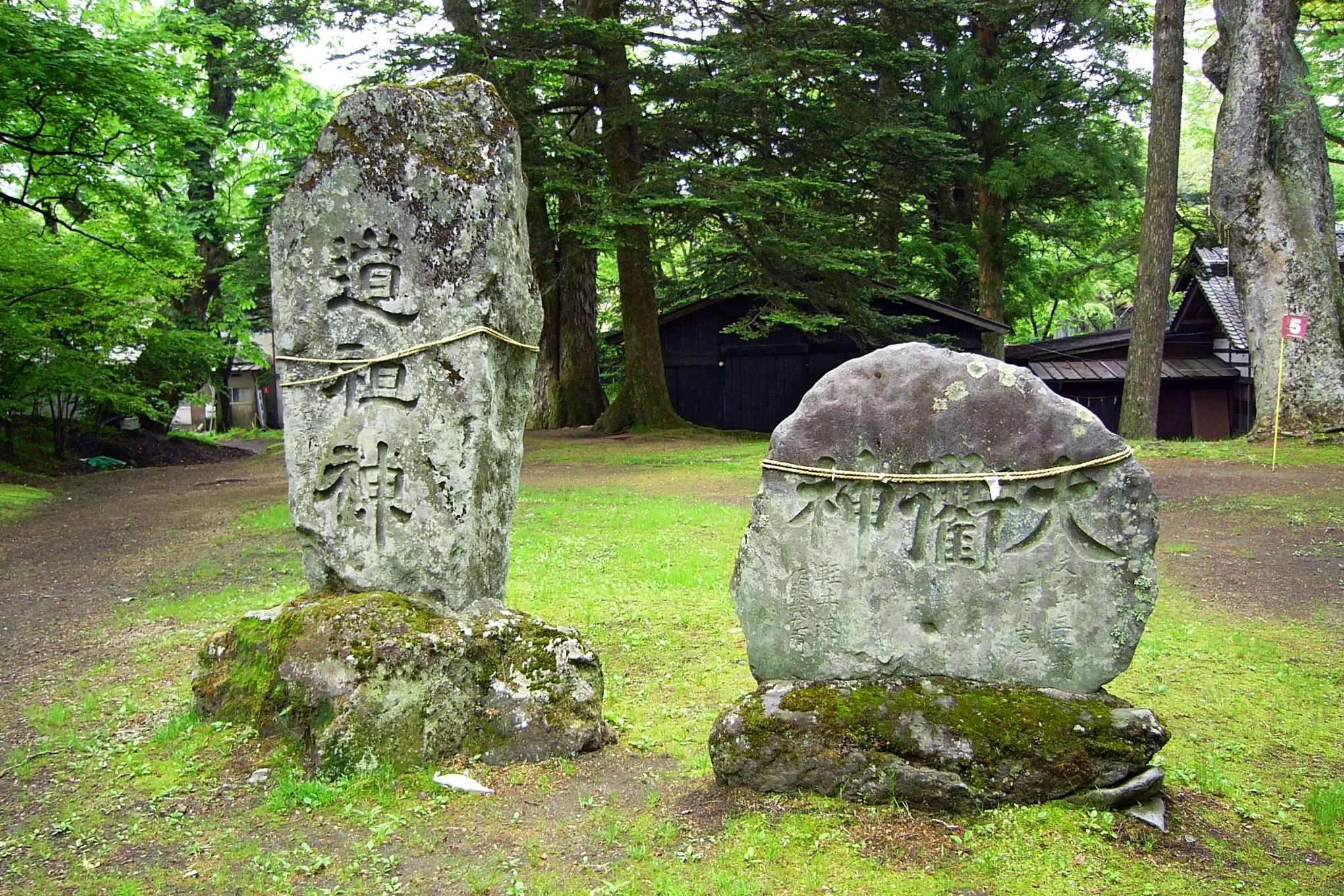
日本長野縣輕井澤町的道祖神，攝於2005年6月4日。

就像許多文化一樣日本也擁有許多各式各樣的民間宗教內容，其中在日本許多神明並不會特別標示性別。而扶他那裡的要素最早可以追溯到幾百年前對於道祖神的崇拜與信仰，在傳統上道祖神被塑造成既不是男性也不是女性的形象，而在祭拜時也往往只是拿特定物品作為符號象徵進行儀式。由於古代如果男性和女性將禮服穿著調換的話往往讓人難以區分其真實的性別，同時在或多或少有人罹患陰蒂肥大（Clitoromegaly）或者性別決定系統失常等問題，在無法完全明瞭情況下促使得日本古代社會普遍相信月相的變化極可能導致他人因而轉換性別。
到了平安時代後期開始，日本宮廷流行由男性裝扮成女性的白拍子表演傳統舞蹈取悅。而在同一時間受到佛教的影響，使得日本社會普遍認為神明並沒有單一的性別。關原之戰結束後，日本社會一方面開始關注在戰爭期間受到忽略、具有柔性特質的男性，另一方面也出現許多不同於過去女性應該是柔弱、進而轉換成為陽剛性質的演員，這使得江戶時代的武士與社會大眾開始對雙性化（Androgyny）題材的內容有所興趣。而在1644年時，日本傳統歌舞伎表演中出現了必須去扮演另一個性別的角色女形演員。其中女形在小時候便開始接受嚴格的女性姿態訓練來模擬女方人物的肢體動作，這使得這些演員除了在以民間男女愛情故事為主的「和事」中能扮演女性人物外，也能於以歷史故事為主的「荒事」中扮演女武士的角色。在這種獨特性質的男演員存在的情況下，日本開始以扶他那裡來形容演員所呈現出的性別曖昧之吸引力。

### 法令禁止
然而在明治維新以後，日本政府開始嘗試模仿西方國家的文化，同時也引進西方社會中對於裸體的觀感。隨後面對有關變性以及社會廣泛流傳著扶他那裡內容的影響，日本政府參考歐洲的法律規範和道德標準在1872年通過了新的法律規定，將同性性交與強姦一同列為刑事罪行進行懲處。這使得在1870年代到1880年代，大約有20人因為這項法律而遭到懲處，同時社會輿論也對於這批人士給予極大的壓力。而另一方面日本也參考歐洲等西方國家的制度，針對許多色情產業制定許多相關規定，這包括有禁止過於大膽的色情內容以及陰毛出現於作品中等規定。但儘管許多期望能改善社會風俗的法律陸續通過，基本上明治時期以後日本社會對於色情仍沒有將其視為禁忌看待。不過法律的通過仍然影響許多未經過審查的創作者發表作品，甚至對於娛樂行業的審查則有逐漸嚴格的趨勢。一直到1991年以後日本政府才一一解除這些禁令，這也意味著創作者能夠於未經審查的情況下發表成人作品。不過審查制度反而導致日本社會出現許多新型態的作品風格，包括觸手攻擊、蘿莉控等類型都是為了能夠繞過規則以發表作品。而自1980年代開始，蘿莉控風格的作品很快便成為日本成人市場的重要類別之一。

### 動漫推廣
到了1990年代時日本社會對於蘿莉風格作品的風潮漸減，取而代之的則是扶他那裡作品開始走入流行。在1990年代初期，唯登詩樹陸續推出著名的《Wingding Party》（ウィンディングパーティー）、《Junction》（ジャンクション）以及《HOT JUNCTION》（ホットジャンクション）等作品開創了扶他那裡題材的風潮。之後包括小豆红（あずき紅）、完顏阿骨打（完顔阿骨打）、Suehirogari（すえひろがり）與等作者也開始創作這一類主題，這使得有關扶他那裡的作品迅速從原先特定的業餘創作者以及個人愛好者中擴展至商業市場上，甚至迅速形成了一種流行文化的現象。同時許多漫畫家和插畫家一方面成功以這類型作品獲得一定知名度，另一方面也開始將一些萌元素或者戀物成分也加入自己的創作之中。
隨著扶他那裡的風潮陸續影響日本漫畫、動畫以及成人遊戲的發展後也間接引起日本本地以外國家的注意，例如傑森·湯普森（Jason Thompson）在其所編寫的《Manga:The Complete Guide》一書之中提到扶他那裡的元素涵蓋了許多市場，同時也影響了其他變態類型的發展。在西方世界多將扶他那裡視為一種變態作品的類型而廣為流傳，其中最著名且受到歡迎的扶他那裡作品創作者包括有唯登詩樹等人。

## 特色

### 風格內容
今日扶他那裡除了可以直接指稱於變態作品中所出現的角色元素外，也可以拿來形容同類型的色情動畫或者漫畫作品。在扶他那裡作品的特色為通常會有一名可愛女孩同時擁有著經作者描繪誇大化的陰莖，並且可以結合其他不同類型的要素融入劇情中。早期扶他那裡的作品仍然是由百合風格所延伸而成，但是在內容中往往會將重點擴展到男性消費者所希望的劇情，並期望藉此能夠將焦點平行轉移到性愛動作上。初期扶他那裡的角色往往同時擁有男性和女性的生殖器，而在一些性愛場景中也會有有關女性生殖器的出現與交合，但是近年的作品則多是強調在女性身材的角色上擁有男性陰莖這一特點。
扶他那裡角色繪製過程中角色都是以女性身體外表為主，而依照陰蒂與陰道的相對位置和誇大過的陰莖其完整程度而大致可以分成兩種類型。通常每位創作者在描繪作品時對於性器官的描寫都會有不同的模式，但通常同一名創作者往往在一部作品中只使用同一風格的描繪手法。在一部分作品中扶他那裡的角色在陰道或者陰蒂處會直接擁有陰莖，這些陰莖雖然有著絕大多數男性正常陰莖的外觀但往往沒有陰囊和睾丸，不過通常在故事劇情中這些男性生殖器官仍然有射精功能。而在另一部分作品中則讓角色的陰莖同時包含有陰囊與睾丸，而其描繪的方法除了透過陰道連結陰莖與睾丸外，也有的創作者則是將陰囊安排於陰道底下。
而更為廣泛的扶他類型作品除了一般醫學上雙性人同時存在有陰莖與陰蒂的情況外，在一些作品中則忽視現實情況而儘可能發揮不同創意來刻意解釋生殖器官這部分。這類型故事設定包括有同一名角色擁有複數個陰莖、能夠不斷射出精液的男性生殖器、角色透過超自然力量而改變肉體結構、不明生物寄生而導致男性突然擁有陰蒂或者是遭受人體改造而讓陰蒂轉化成為陰莖等，而一些帶有獵奇風格的作品則往往會強調透過喪失一些身體部位的方式來換取新的器官。在這類型作品中往往女主角會受到創傷經歷並且處於矛盾狀態，最後作品往往會強調感到歡愉比個人感受更為重要。

### 誇大化
許多變態風格的作品往往為了能夠吸引消費者目光，往往會不斷強化或者誇張化其風格的特點。雖然有些扶他那裡作品中將角色設定在勃起才能顯現，但絕大部分作品則十分強調陰莖的視覺效果。有些作品會故意將陰莖和睾丸描繪成極為誇張、不符合解剖學比例的大小，甚至強調一般色情作品中常見的陰莖口交也無法進行等。另外無論角色外表是否有出現睾丸，絕大部分作品的角色總是能夠射出大量的精液。對此露西·摩爾在《學生生活》（Student Life）發表文章提到：
|                           | 觀眾觀賞那些常見的變態影片可能會發現幾件事情：擁有比整形過還要更大胸部的女性（巨乳）、擁有鯨魚大小陰莖的男性與變性人、觸手可以用於色情之上、令人難以置信的大量精子往往射滿整個房間、一名同時擁有誇張男性與女性部位的雙性角色（扶他那裡）或者是一些蘿莉角色等。 |
| ——露西·摩爾（Lucy Moore） | |

此外一些扶他那裡作品中的角色也同時有數根陰莖，並且在劇情中呈現出能夠一次與多個性伴侶性交或者是一個人進行同時進行雙重插入（Doppelpenetration）的性行為。

## 作品
由於扶他那裡作品主要是針對成年消費者且以色情內容居多，也因此該類型的內容一直無法廣泛向外宣傳。甚至絕大多數扶他那裡作品只於日本當地流傳，而在日本以外地區的愛好者多只能夠透過網際網路獲知最新消息。然而在初期包括漫畫作品《淫獸學園 La☆Blue Girl》等著名作品推出後，成功讓扶他那裡於變態的銷售市場上獲得一定地位。其他較為著名的扶他那裡作品還包括有《Angel Blade》（エンジェルブレイド）、《Cool Devices》（クール・ディバイシスシリーズ）、《精神診所》（お元気クリニック）、《Parade Parade》（パレード パレード）以及《STAINLESS NIGHT》（ステンレスナイト）等。而扶他那裡的元素也很快影響到日本成人遊戲的發展，其中包括《黑魔術學園》和《DISCIPLINE ～The record of a Crusade～》便在作品中加入這一元素。但是相比之下官能小說於扶他那裡類型的創作則極為少數，只有包括結城映一與山藍紫姬子曾發表數本相關的作品。同樣的以一些知名作品延伸而成的扶他那裡風格同人誌也十分少見，其中最主要的問題在於可能會嚴重侵犯原作的版權利益。不過也有許多創作者或者創作團體仍自行出版個人作品，在各個同人誌即賣會進行販售。
而隨著《淫獸學園 La☆Blue Girl》允許海外授權販售以及唯登詩樹等人的創作於海外色情市場推出的情況下，成功讓西方觀眾有能夠了解有關扶他那裡類型的特色。但是有關這類型的成人遊戲則很少有海外愛好者流傳，主要原因之一在於和動畫與漫畫相比電腦遊戲的翻譯成本更高，在鮮少有廠商願意代理的情況下使得這類型遊戲鮮少在國外市場出現。同時在扶他那裡類型作品於海外推廣的同時也影響到部分色情片的內容，在劇情中要求女演員必須配戴極為逼真的假陰莖進行演出，不過一些作品則是由變性人士演出而成。
而為了滿足消費者對於不同扶他那個以及相關類型的消費需求，日本陸陸續續推出數本成人漫畫雜誌來專門刊載這類題材的作品，包括有Mediax（メディアックス）出版的《雙性娘high!》（ふたなりッ娘High!）、一水社出版的《Futanarikko Lovers》（ふたなりっ娘らばーず）、《ちんぽつき いじめられっ娘》、茜新社出版的《Futanarikko LOVE》（ふたなりっ娘ＬＯＶＥ）、Kousai Shobo出版的《Futanarikko Pretty》（ふたなりっ娘プリティ！）等雜誌。

## 影響

### 作品評論
針對扶他那裡類型作品這一主題為何如此發展且快速流行這件事被廣泛受到討論，其中一部分評論家認為可能如同西方世界中所探討的變性色情作品發展有類似的關聯，然而另外一部分人則認為從形式上來看認為更重要的因素在於扶他那裡與百合甚至是Yaoi類型有著共同的消費族群。其中在1990年代扶他那裡類型推出的同時，日本社會正開始流行著有關百合類型作品的風潮，這使得一些評論家認為可以將扶他那裡類型的元素、在某種程度上視為一個女同性戀主題作品的延伸看待，不同的是透過扶他那裡所強調的陰莖來取代原本性愛過程中所需要的捆綁式假陰莖或者其他工具。而透過一些不切實際的元素能夠讓作品中女同性戀之間的關係有爆發性，並且讓作品的流暢度加以提高。同時透過女性之間的交流過程，能夠讓男性消費者進而獲得純粹的女性化互動。
其中有些扶他那裡作品故事是描寫原本角色為一正常的男性或女性個體，但因為某些原因使得角色身上擁有額外的生理構造，不過這類型採用男性與女性生殖器官轉換來做為設定的扶他那裡作品只占一部分，絕大部分的作品仍然是將角色設定成為一般女性的心理形象。在一些作品中雖然仍然是以百合做為主要的故事路線，但往往會添加更種特殊要素來吸引消費族群。而在一些扶他那裡的作品中，也會出現與一般異性戀的男性或者女性角色進行性交的場景。這使得扶他那裡類型的作品除了普通百合類型的元素外，也存在有異性戀男性或者是女性的要素來吸引消費者閱讀。對此大暮維人曾表示看見一名女性擁有陰莖反而強化了異性戀男性的幻想，這種不正常的女性設定成為男性消費者的獨特且最終的幻想對象。並且提到讀者會因此願意花更多時間閱讀這些女子的經歷，並且很高興角色與自己之間關係極為親近。

### 相關類型
儘管扶他那裡類型的作品大多以色情或者變態內容為主，但是在這類型作品在大幅推廣的同時也影響到一些動畫與漫畫的作品內容，這使得包括帶有性別轉換或者異性裝扮相關元素的故事也開始受到注目。其中一部分幽默動漫作品開始創作出因為某種事件被迫轉換成不同的性別角色的人物，並且在故事中多以角色不熟悉新的性別生活、而必須解決這些問題來做為題材進行發揮，其中這類型的作品包括有《亂馬½》、《肯普法》或者是《變身男孩》（ふたば君チェンジ）等等。另外一些廣泛受到歡迎的作品內容中雖然沒有類似的元素，但是也經常發生由愛好者自己將作品的人物轉換性別，並且隨即受到其他同好歡迎的案例；例如在涼宮春日系列中出現的男性角色阿虛，便被許多同人創作者另外描繪其女性化的形象。
另外一種類型的作品則是以變裝為主軸，甚至更加發展成為偽娘類型的角色。這類型的故事除了一小部分是由於某件因素而必須變裝外，絕大部分故事中變裝的安排則是為了娛樂效果，其中這類型的作品包括有《青春草莓蛋》（あぃまぃみぃ!ストロベリー・エッグ）、《東京教父》以及《WORKING!!迷糊餐廳》等作品。另外一些作品的作者則故意安排沒有明確性別的角色設定，使得讀者也無法明確判斷角色的性別，這樣安排也使得角色成為一種獨立男女性別的存在。通常這類型的作品會將人物描繪得十分女性化，但是在敘述部分卻往往不明確講明角色的性別而提供幻想的空間，這類型的角色包括有《笨蛋，測驗，召喚獸》的木下秀吉以及《櫻花樹下的小惡魔》的藍川絆等角色。